# Scoring the End of the World
Scoring the End of the World è il sesto album in studio del gruppo musicale statunitense Motionless in White, pubblicato nel 2022.

## Tracce
1. Meltdown – 4:28
2. Sign of Life – 3:40
3. Werewolf – 3:32
4. Porcelain – 3:36
5. Slaughterhouse (featuring Bryan Garris of Knocked Loose) – 4:23
6. Masterpiece – 3:26
7. Cause of Death – 4:03
8. We Become the Night – 3:31
9. Burned at Both Ends II – 3:57
10. B.F.B.T.G.: Corpse Nation (featuring Lindsay Schoolcraft) – 3:34
11. Cyberhex (featuring Lindsay Schoolcraft) – 4:35
12. Red, White & Boom (featuring Caleb Shomo) – 3:18
13. Scoring the End of the World (featuring Mick Gordon) – 3:48

## Formazione
- Chris "Motionless" Cerulli – voce
- Ryan Sitkowski – chitarra
- Ricky "Horror" Olson – chitarra, voce
- Justin Morrow – basso, cori
- Vinny Mauro – batteria